# 阿波市立御所小学校
阿波市立御所小学校（あわしりつ ごしょしょうがっこう）は、徳島県阿波市土成町宮川内字広坪にある公立小学校。

## 概要

### 校歌
- 作詞: 保科千代次
- 作曲: 前原忠夫

### 校訓
- 自主
- 誠実
- 協同
- 健康

## 服装
標準服が存在するものの、平常時のほとんどは指定のジャージを着用している。

## 通学区域が隣接している学校
- 阿波市立大俣小学校
- 阿波市立土成小学校
- 阿波市立柿原小学校
- 阿波市立一条小学校
- 上板町立松島小学校
- 香川県東かがわ市立引田小学校
- 香川県東かがわ市立白鳥小中学校